# سوني فوكس
سوني فوكس (بالإنجليزية: Sonny Fox)‏ هو دي جيه أمريكي، ولد في 1951.